# 高橋礼華 (バスケットボール)
高橋 礼華（たかはし れいか、1988年4月14日 - ）は、福島県出身のバスケットボール選手である。ニックネームは「ミチ」「リン」。ポジションはセンターフォワード。

## 来歴
福島西高から、日本航空に入社する。
2008-09シーズンには最多ブロックショットを記録する。
2009年には日本代表にも選ばれ、アジア選手権と東アジア大会に出場。
日本航空廃部とともに、チーム譲渡先である新潟アルビレックスBBラビッツに移籍。2012年、JXサンフラワーズに移籍。2015年、日立ハイテク クーガーズに移籍。
2018年引退。

## エピソード
- 入社当初のニックネームは「レイ」だったが、2009年に同じ「レイ」のニックネームを持つ長南真由美がJOMOから移籍してきたため、ニックネームを「リン」に変更し、JX移籍後は「ミチ」変更した。

## 経歴
- 福島西高校 - 日本航空（2007年〜2011年）- 新潟アルビレックスBBラビッツ（2011年〜2012年）- JX（2012年～2015年） - 日立ハイテク（2015年～2018年）

## 日本代表歴
- 2009アジア選手権
- 2009東アジア大会